# Mohammed Abubakar Bambado
Mohammed Abubakar Bambado (ca. 1970) és el rei dels fulbe (Sarkin Fulani) i un magnat a Lagos que gestiona una empresa de descàrrega als ports (Dockworth Services International Limited). Resideix al seu palau localitzat a Lagos.
Els seus iaios van migrar de l'estat de Jigawa fins a la costa atlàntica, a l'inici del segle xx. El patriarca va fundar una empresa portuària, passant la direcció de l'empresa com el títol de rei dels fulbe passa de generació en generació. El pare de Bambado va morir el 1994, quan Bambado estava estudiant direcció d'empreses a Maiduguri.
Com a monarca, s'asseu al seu tron tapissat de blanc amb dos caps de vaca representats en or i escolta els problemes dels fulba que es reuneixen amb ell per a explicar-li els seus problemes, els quals són principalment urbanites.

## Vida personal
Està casat i té tres descendents.